# Њитрански крај
Њитрански крај (слч. Nitriansky kraj) је један од 8 словачких крајева, највиших подручних управних јединица у Републици Словачкој. Управно седиште краја је град Њитра.

## Географија
Њитрански крај се налази на југозападу Словачке.
Граничи:
- на северу је Тренчински крај,
- источно Банскобистрички крај,
- западно Трнавски крај,
- јужно Мађарска.

## Становништво
| Година:    | 1994.   | 2004.   | 2014.   | 2024.   |
| ---------- | ------- | ------- | ------- | ------- |
| Број људи: | 718 358 | 709 350 | 684 922 | 665 600 |
| Разлика:   |         | -1,25 % | -3,44 % | -2,82 % |

| Година:    | 2023.   | 2024.   |
| ---------- | ------- | ------- |
| Број људи: | 668 301 | 665 600 |
| Разлика:   |         | -0,40 % |

Према подацима о броју становника из 2011. године Њитрански крај је имао 689.867 становника. Словаци чине 68,6% становништва.
| Етнички састав (2011)‍ | Етнички састав (2011)‍ | Етнички састав (2011)‍ | Етнички састав (2011)‍ | Етнички састав (2011)‍ |
| --------------------- | --------------------- | --------------------- | --------------------- | --------------------- |
|                       |                       |                       |                       |                       |
| Словаци               | Словаци               |                       | 0                     | 68,6%                 |
| Мађари                | Мађари                |                       | 0                     | 24,6%                 |
| Роми                  | Роми                  |                       | 0                     | 0,6%                  |
| Чеси                  | Чеси                  |                       | 0                     | 0,5%                  |
| остали, непознато     | остали, непознато     |                       | 0                     | 5,7%                  |

## Окрузи
Састоји се од 7 округа (слч. Okres):
- округ Злате Моравце (слч. Okres Zlaté Moravce)
- округ Коморан (слч. Okres Komárno)
- округ Љевице (слч. Okres Levice)
- округ Нове Замки (слч. Okres Nové Zámky)
- округ Њитра (слч. Okres Nitra)
- округ Топољчани (слч. Okres Topoľčany)
- округ Шаља (слч. Okres Šaľa)

## Градови и насеља
У Њитранском крају се налази 15 градова и 339 насељених места. Највећи градови на подручју краја су:
- Њитра - 78.875 становника
- Нове Замки - 39.585 становника
- Љевице - 34.649 становника
- Коморан - 34.478 становника
- Топољчани - 27.124 становника
- Шаља - 23.440 становника